# Silvester I
Silvester I, född i Rom, var påve från den 31 januari 314 till sin död, den 31 december 335. Silvester I vördas som helgon i Romersk-katolska kyrkan, med minnesdag den 31 december.

## Biografi
Silvester var enligt Liber Pontificalis son till en romare vid namn Rufinus; legendsamlingen Vita beati Sylvestri anger att moderns namn var Justa. När påve Miltiades avled, valdes Silvester till hans efterträdare, och kvarblev i den befattningen i 21 år. Detta var under Konstantin den stores tid, då kyrkans offentliga ställning stärktes avsevärt, vilket torde ha varit märkbart i Rom; det är därför olyckligt att den auktoritativa informationen om Silvesters pontifikat är så knapphändig.
En tidig legend berättar att Silvester och kejsar Konstantin var nära vänner, men detta rimmar illa med de historiska fakta som är kända. Legenderna om Silvester spreds i synnerhet med Vita beati Sylvestri, som även fanns i öst och har blivit bevarad på grekiska, syriska och latin i Constitutum Sylvestri, en apokryfisk text om en påstådd synod i Rom och vilken tillhör de förfalskningar som tillkom under Symmachus mellan åren 501 och 508, samt i Donatio Constantini. Uppgifterna i alla dessa verk, angående förföljelserna Silvester utstod, Konstantins helande från spetälska i samband med hans dop, kejsarens gåva till påven, de rättigheter som påven erhöll av kejsaren, och konciliet med 275 biskopar i Rom, är fullständigt avfärdade som legender, och räknas inte som historiska fakta.
Däremot tog påven del i förhandlingar om arianismen och första konciliet i Nicaea år 325, och uttrycket homoousios gav han förmodligen sitt erkännande till före konciliet. Påven sände också legater till detta första ekumeniska koncilium. Det är däremot ovisst om Konstantin gjort upp på förhand med Silvester om hur konciliet skulle utföras, eller huruvida påven stod bakom konciliets beslut bortom själva signaturerna som hans legater undertecknade med.
Under Silvesters pontifikat uppfördes flera nya kyrkor i Rom av kejsar Konstantin, i synnerhet Lateranbasilikan och dess baptisterium, San Giovanni in Fonte al Laterano, belägna i närheten av det palats som tillhört imperiet men där nu påven residerade, Santa Crocebasilikan, Peterskyrkan på Vatikanen, och flera gravkyrkor över martyrers gravar. Tvivelsutan deltog påven i uppförandet av dessa kyrkor.
Silvester är framförallt förknippad med titelkyrkan Equitius (nuvarande Santi Silvestro e Martino ai Monti), som fått sitt namn från en romersk presbyter som sägs ha rest denna kyrka på sin egendom. Den är belägen nära Diocletianus termer och finns ännu bevarad. Delar av nuvarande kyrkobyggnad kan kanske dateras till Silvesters pontifikat.  
Inte heller kan det betvivlas att påven deltog i utvecklingen av liturgin i kyrkan i Rom. Under hans pontifkat tecknades dessutom de första martyrologierna ner. Han är också förknippad med grundandet av den romerska sångskolan. Vid Via Salaria lät han uppföra gravkyrkan över Priscillas katakomber, vilka under slutet av 1800-talet grävdes ut. Han begravdes i denna kyrka.
Silvester är helgon i Romersk-katolska kyrkan, och hans minnesdag anges i Depositio episcoporum infalla den 31 december; källan tillkom strax efter hans död och samstämmer med Philocalus kalender. Dagen som anges där kan därför betraktas som historiskt belagd som det datum Silvester begravdes.